# Il figliuol prodigo (opera)
Il figliuol prodigo è un'opera in 4 atti di Amilcare Ponchielli su libretto di Angelo Zanardini, ispirata al noto brano del Vangelo secondo Luca.
La partitura è dedicata a Francesco Tamagno, il tenore che interpretò il ruolo di Azaele alla prima scaligera.

## Fortuna
Fece il suo debutto inaugurando la stagione del Teatro alla Scala di Milano, il 26 dicembre 1880, per volere dell'editore Ricordi. In seguito fu rappresentata sporadicamente. Nel 1883 debuttò al Regio di Torino; nel 1892, a sei anni dalla scomparsa del compositore venne rappresentata di nuovo a Milano e in seguito a Cremona; aprì poi la terza stagione areniana nel 1919, dove tornò nel 1921. In seguito fu rappresentata a Cremona nel 1934, per celebrare il centenario dalla nascita di Ponchielli, diretta da Tullio Serafin, e a Milano, presente in sala l'allievo Pietro Mascagni, sotto la direzione di Victor de Sabata.

## Incisioni
Durante la seconda guerra mondiale, i bombardamenti colpirono l'archivio storico Ricordi, che custodiva tra l'altro i materiali da noleggio per gli allestimenti. Si salvò tuttavia il manoscritto autografo. Si attende ancora una ripresa dell'opera in tempi moderni.
Nel 1975 il tenore napoletano Robleto Merolla presentò l'aria «Tenda natal» in un concerto per la Radio, in una trasmissione sponsorizzata dalla Martini & Rossi, diretto da Leone Magiera, con la trascrizione dal manoscritto del Maestro Siciliani. L'anno seguente José Carreras incise la stessa aria per la Philips, con la Royal Philharmonic Orchestra e sotto la direzione di Roberto Benzi. In tempi recenti, è stata incisa anche da Rolando Villazón.
Nel 2008 è uscita un'incisione integrale dell'opera per l'etichetta Bongiovanni, diretta da Silvano Frontalini.

## Trama
- Atto I

La Valle di Gessen. Ruben, capotribù israeliano, attende il figlio Azaele per la celebrazione della Pasqua ebraica. Sopraggiunge l'assiro Amenofi, diretto a Ninive, dicendo che un ragazzo (Azaele) gli aveva salvato la sorella Nefte il giorno prima. Giunge allora Azaele con Nefte, che, ammaliato dall'assira, pur amando la pupilla del padre Jeftele, decide di seguire Amenofi.
- Atto II

Amenofi intende uccidere Azaele per avere Jeftele, che ama segretamente. Nefte, innamorata di Azaele glielo impedisce. In seguito Ruben e Jeftele assistono alla vincita al gioco dei beni di Azaele da parte di Amenofi.
- Atto III

Jeftele, catturata, viene condotta da Amenofi, che, in cambio del suo amore, promette di salvarla. La fanciulla rifiuta sdegnata. Azaele, vedendola, apprendendo che non può salvarla, si auto accusa. I sacerdoti, considerandolo sacrilego, ordinano che venga gettato nel Tigri.
- Atto IV

Azaele, tornando in patria, scopre che il padre, per la perdita del figlio, è in preda alla pazzia e delirio. Lì ritrova Jeftele, che lo riconosce come il suo amato e lo riporta alla tenda paterna. Nella commozione generale, tutti, ancora una volta nel giorno di Pasqua, rendono grazie a Dio.